# ルイ・ド・フュネス
ルイ・ド・フュネス（Louis de Funès、1914年7月31日 クールブヴォア - 1983年1月27日 ナント、出生名ルイ・ジェルマン・ダヴィッド・ド・フュネス・ド・ガラルザ Louis Germain David de Funès de Galarza）は、フランスの喜劇俳優。

## 人物
約140本もの映画に出演し、20世紀後半のフランス映画で最も有名な俳優の一人であるだけでなく、1960年代から1980年代初頭にかけてのフランス映画の興行収入の比類無き第一人者であり、2億7千万もの集客数を数えた。幾つかの映画の脚本家、『守銭奴 L’Avare』（1980年）では共同監督も務めた。
彼の出演するほとんどの映画で共通する、低い身長でありながら大げさな身振りを伴って画面内を所狭しと動き回り、目上にはへつらいながら目下には厳しく叱るという彼特有のキャラクターは、典型的なフランスの喜劇役者として、フランスだけでなくヨーロッパをはじめ、中でもソビエト連邦で大きな成功を収めた。
『ルイ・ド・フュネスのサントロペシリーズ』（憲兵シリーズ）、『ファントマ』シリーズをはじめ、『大追跡』『大進撃』『ニューヨーク←→パリ大冒険』『L'Aile ou la Cuisse（手羽先かモモ肉か）』など多くのヒット映画を生み出した。またそれらのフランスにおける年間の興行収入は常にトップレベルを獲得し、1位を8回も得た。フェルナンデル、ブールヴィル、ジャン・ギャバン、イヴ・モンタン、コリューシュといった、喜劇のみならずフランスを代表する俳優とも多く共演した。
（本稿では日本公開されている映画および定まった日本語題が検索可能なものは可能な限り日本語題とその後に欧文原題を書き、日本未公開で日本語題未定のものは欧文原題の後に括弧付きで訳題を、日本語題が原題と大きく異なり尚且つ本文の都合上説明が必要な場合は日本語題と欧文原題の後に括弧付きで訳題を記す。映画以外の演劇や参考文献についてはこの限りではない）

## 来歴

### 生い立ち
カスティーリャ地方の没落した貴族の出身であるルイ・ド・フュネスは、カルロス・ルイ・ド・フュネス・ド・ガラルザ（1971年マラガ - 1944年5月19日）とレオノール・ソト・レグエラ（1878年1月21日オルティグエイラ - 1957年10月25日モンモランシー）の3番目の子供であり、1904年に父が母と結婚した後スペインから移住してきた。母方はその父がマドリッドで著名な弁護士であるブルジョアの家系であり、最初は彼らの結婚に反対していたが、最終的には多額の持参金を持たせて結婚を承認した。
2人の兄姉はマリー と、シャルルである。シャルルはフランス軍第152小隊の兵士としてドイツ軍の機関銃によって戦死した。
不思議な性格で、フランスに来てからは弁護士の仕事を続けられなかった父は、突然ダイアモンド職人になった後「仕事が発展する事を願って」ベネズエラに旅立ち、そこで結核にかかって1934年にスペインで孤独死した。それに対して母は、ルイの喜劇の最初の先生となった。

母は「そうりゃ、捕まえるじゃのう」と（スペイン語訛りで）叫びながらテーブルの周りを回って私を追いかけた。このような振る舞いから、彼女は無意識のうちに役者としての天分を持っていたのだ。--ルイ・ド・フュネス 『ド・フュネスとド・フュネス de Funès et de Funès』2005年、p. 38

彼女はまた、彼が5歳の時に最初のピアノのレッスンを教えた。幼きルイはその少年時代のすべてを、彼の通ったジュール・フェリー学校のあるヴィリエ＝シュル＝マルヌ（セーヌ＝エ＝オワーズ県）で過ごした。
1930年、16歳の時、パリ9区のコンドルセ高校での学業が半ばにさしかかった頃、革職人となっていた兄の勧めにより、バスティーユ広場の近くにある皮革専門学校に入学したが、教師へのヤジを咎められて退学となった。それから幾つかの製革所で様々な技術を身につけたがことごとく首となり、また職業労働に対して怠慢だったため、両親は1932年に彼を自宅から徒歩圏内の写真映画学校に入学させ、そこで彼は映画科を選択した。クラスには、ずっとのちに彼の様々な映画の撮影カメラマンとなるアンリ・ドカエがいた。

ルイ・ド・フュネスはあまり外向的なタイプではなかった。のちに毎回新しい映画でお互い会う度に、彼は決まって20年や30年前の写真映画学校での冗談「チオ硫酸ナトリウムソーダ」（写真の定着剤に使われる化学薬品）を私に叫んで笑うのだった。それは先生が我々にその薬品の特性を教えるときの強い口調のものまねであり、我々の間の共通の冗談であった。
--アンリ・ドカエ 『カーネル Kernel』2004年、p. 184

最終的に、彼は故意の火事によって退学させられる。職を見つけてはすぐに首にされ失業者となる繰り返しの生活が始まった。「高等教育を放棄した後、私の父はあらゆる小さな仕事をやった。彼は家の中ではその事を一切語らなかったので、インタビューでその事を語っているのは多少の脚色があるかもしれない」と、息子のオリヴィエ・ド・フュネスは語っている。
1936年4月27日、サンテティエンヌでジェルメーヌ＝ルイズ＝エロディ・カロワイエ（1915年3月7日パリ - 2011年9月28日クレルモン）と最初の結婚をする。1937年7月12日には長男ダニエル＝シャルル＝ルイが生まれるが、既に3年後に夫婦は別居状態となり、1942年になってやっと正式な離婚をする。ダニエルの息子、ルイ・ド・・フュネスの孫には、2016年現在俳優のローラン・ド・フュネスがいる。
パリ占領時代、彼は小さな仕事（ショーウィンドーのデザイナー、靴磨き、郵便の糊付け人など）を転々としたのち。バーのピアニストとなり、そこでエディ・バークレーと出会う。「ルイ・ド・フュネスは、私と同じように楽譜を読むのは得意でなかったが、耳は良かった。彼は素晴らしい音楽家だった。役者である事は語らなかった。」彼は夜中まで12時間に及び様々なハコで演奏し、そのギャラとレッスン料で小さなるつぼの家賃を払って貧窮な生活を立てていた。

私は1942年にマドレーヌ寺院界隈でピアニストをしていた彼と出会った。場末のビストロで私は彼とピアノの連弾をした。最後に私が一人で弾いている間、ド・フュネスはピアノの上によじ上って歌った。
--映画人ジョルジュ・ロートネルの回想

彼は『Pas de week-end pour notre amour（僕らの愛に週末は無い）』、『La Rue sans loi（無法地帯の通り）』、『サラサラと鳴る Frou-Frou』, 『大追跡 Le Corniaud』, 『大進撃 La Grande Vadrouille』, 『パリ大混戦 Le Grand Restaurant （大レストラン）』 そして 『オーケストラの男 L'Homme orchestre』 といったいくつもの映画の中で、当時のこのような仕事を演じている。
1943年にジャンヌ＝オーギュスティーヌ・バルテレミー・ド・モーパッサン（2015年3月13日に101歳で死去。作家のギ・ド・モーパッサンの家系の出身）と再婚する。2人はモーブージュ通り42番地の小さな二間に住む。1944年、次男のパトリックが、そして1949年には三男のオリヴィエが生まれた。オリヴィエはのちにその父の6本の映画制作に携わり、またOscarではキャストを演じた。

### 最初の舞台
1942年、28歳の時、彼は喜劇役者になる決意をし、モリエールの戯曲『スカパンの悪だくみ』を演じた事でルネ・シモン演劇教室の入学試験に合格した。在籍期間はわずかしか無かったものの、のちにMarc-Gilbert Sauvajon脚本の映画L'Amant de pailleでド・フュネスが出演するきっかけを作った俳優ダニエル・ジェランなど多くの仲間と知り合う。

驚くべき偶然だった。ある日私がメトロの先頭車両から降りると、次の車両にルネ・シモン演劇教室で知り合いだったダニエル・ジェランが乗り込むのを見かけた。電車の扉が閉まる瞬間、彼が私に叫んだ。「明日電話してくれよ。君にちょっと仕事を頼みたいんだ。」
--ルイ・ド・フュネス

ダニエル・ジェランも、仔細は異なるものの、このメトロのホームでの出会いを自伝に書いている。
劇場での端役をこなす間、ド・フュネスはピアニストとしてレッスンや夜のパリのバーでの演奏で糊口を凌いでいた。1945年、またもやルイが「私の幸運」とあだ名するダニエル・ジェランのおかげで、Jean Stelliの映画『La Tentation de Barbizon（バルビゾンの誘惑）』でデビューする。脇役であるがキャバレー『天国』の門番として、彼は映画の中で最初のセリフを発する。閉じた入口に入ろうとする客（ピエール・ラルケイ）に向かって、「ふん、今日は酔っぱらってやがるな！」その後も様々な端役・脇役をこなしていき、時には Bernard de LatourのDu Guesclin （1948年）のように、バンドの指揮者、占い師、大家と、一つの映画の中で複数の役を演じたこともあった。1949年、当時人気作家だったLuis Marianoの喜劇『Pas de week-end pour notre amour（僕らの愛に週末は無い）』で、準主役である男爵専属のピアニスト（主役はジュール・ベリー）を演じ、オペレッタの雰囲気をスクリーンに持ち込み、またクラシックやジャズのナンバーを演奏した。

### 人気上昇
1950年、彼はマックス・レヴォルの一座レ・ブルレスク・ド・パリのピアニスト兼役者であった。サシャ・ギトリによって『La Poison（毒） (1951)』、『Je l'ai été trois fois（私はそこに3度いた） (1952)』、『パリもし語りなば Si Paris nous était conté (1955)』といった映画で様々な端役の仕事を与えられ、また特に『La Vie d'un honnête homme（正直者の生涯）』 (1953)では「へつらってずる賢く悪巧みをしていそうな」味のある召使いを演じた。この映画で彼の個性は洗練されていき、「しかめ面も付け髭も無く自然に」そうした役どころを演じた。また、後に多くの映画でド・フュネスの夫人役を務めるクロード・ジェンサックと初めて共演した。1952年、ロベール・デリーとの出会いが二人を大きく変化させたにもかかわらず、彼の一座ブランキニョルに参加した。また評論誌『ブブート・エ・セレクション Bouboute et Sélection』にデビューする。

1952年、父はフェドーの『La Puce à l'oreille（耳の中の蚤）』を演じた。・・・公演の終わりに彼は小さなヴェルネ劇場の舞台の上を走り回り、それがブブート・エ・セレクション誌のスケッチに載った。それから彼はメトロに乗り、浮浪者を演じるキャバレーに向かった。
--オリヴィエ・ド・フュネス Aknin 2005, p. 44

それから1953年に、ド・フュネスは『Ah ! les belles bacchantes（ああ！美しい口ひげ）』で主役を演じた。この公演は大成功し2年に渡って公演され、彼の名を一躍有名にした。喜劇に特化した一座に参加した経験から、彼の技術は磨かれていた。その翌年に掛けては、Jean Loubignac, やJean Drévilleの『バルテルミーの大虐殺 La Reine Margot（女王マルゴ）』といった最初期のカラー映画に出演した。同じ年、ジャン・ルビニャックの『Le Mouton à cinq pattes（5本脚の羊）』でフェルナンデルと共演し、またジル・グランディエの『Poisson d’avril（エイプリルフール）』でブールヴィルと初共演した。先に『Sans laisser d'adresse（書き残されなかった住所）』 (1951) および 『Agence matrimoniale（結婚紹介所）』 (1952)に端役で出演していたJean-Paul Le Chanois監督からは、『Papa, maman, la bonne et moi （パパ、ママ、メイドと僕）』 (1954) とその続編『Papa, maman, ma femme et moi （パパ、ママ、妻と僕）』 (1956)で準主役のM. Calomel役を与えられた。1954年から数えて18本以上の映画で、彼は準主役だけを与えられ続けた。
1956年、クロード・オータン＝ララClaude Autant-Lara監督の『パリ横断 La Traversée de Paris』で食料品店員ジャンビエJambier役を演じた彼は広く知られる事となった。ジャン・ギャバンおよびブールヴィルと共演した。強いギャバンの前では弱々しく、繊細なブールヴィルの前では怒りっぽく演じ、対等に張り合う姿は、のちの彼の個性を予見させた。今日ではカルト映画と見なされているにもかかわらず、彼はその「両面感情による絶え間ない演説」によって人々に記憶されている。その翌年からは、モーリス・ルガメイが『Comme un cheveu sur la soupe （スープに浮かぶ髪の毛のように）』で彼をメインキャストに抜擢した。この自殺する作曲家の役で、彼は最初の賞となる1957年の喜劇俳優大賞を獲得し、「滅多に見かけない気取りの無い役柄で、この映画に長期興行をもたらした」との評を得た。同じく1957年、Yves Robertの『Ni vu, ni connu（見た事も聞いた事も無い）』で主役の密猟者ブレローBlaireau役に抜擢される。フスという犬を連れた農村のお調子者の彼は、密漁監視人から常に逃げることをやめ、心変わりして彼らに立ち向かう。映画は素晴らしい成功を収め、週刊誌『フランス日曜日 France Dimanche』の1957年第20号の見出しに次のように書かれた。

「ルイ・ド・フュネス、フランスで最も滑稽な俳優」
--France Dimanche, Jelot-Blanc 1993, p. 109

また1958年にはAndré Hunebelleの『Taxi, Roulotte et Corrida』のスペイン公開では254万2千人もの集客を数えた。しかしながら、ここで彼の成功は一旦足止めとなり、暫くの間は余り重要ではない役ばかりを演ずるようになる。

### 決定的な二つの役
ド・フュネスが次への躍進をはじめたのは、映画よりもまず劇場からであった。デビュー以来彼が舞台から離れた事は無く、特に1957年、Danielle Darrieux および Robert Lamoureuxと共演したRaimu作のFaisons un rêve de Sacha Guitryでは特に成功を収めた。俳優Jacques Lorceyの自伝によると、「これは私たちのサシャ（・ギトリ）にとっての最後の大きな喜びだった。・・・この様々な事なるクリエイターたちによる成功は、劇場を生き延びさせる確信を与えた。」
1959年9月のKarsentyのツアーでは、パリで前年にClaude Magnierによって作られ Pierre MondyおよびJean-Paul Belmondoと共演したOscarの連続公演にデビューした。10月1日からは、地方及びマグリブへの100日間ツアーへも出発した。この成功により、1961年にパリでも同じ演目を再演することとなった。最初は渋っていたものの、最終的に彼はその再演を受け入れた。公演は大成功を収め、文字通りの偉業を成し遂げた。

ルイ（・ド・フュネス）はOscarを天才的に演じた。何かを生み出し、滑稽に振る舞うことに特に長けていた。彼はこの役どころに見事に花を添えたのだった。
--Pierre Mondy、Oscarでの共演者

彼はこの「フェチズム的な」役をさらに磨き、1967年にはÉdouard Molinaroの監督で映画化もされた。さらに1970年にはPierre Mondyによる新たな演出で再び舞台も再演された。
並行して、1961年にはジェラール・ウーリー監督の3作目の映画『悪い女 Le crime ne paie pas』で脇役のバーテンダーを演じた。この映画では唯一の喜劇役を務めた彼は、むしろ作品を喜劇にするよう監督を納得させようとした。「君は実のところ喜劇作家で、真実を表現しようとすると喜劇にしかたどり着かないんだ。」同じ年、Robert Dhéry監督の『ミス・アメリカ パリを駆ける La belle américaine（アメリカ美人）』で彼は一人二役の双子（警察署長と工場主）を演じる。翌1962年には、Gilles Grangierの『エプソムの紳士 Le Gentleman d’Epsom』で怒りっぽく貪欲なレストラン店主を演じ、ジャン・ギャバンと共演する。1963年にはジャン・ジローがJacques Vilfridと共作した戯曲『格式張らずに Sans cérémonie』を映画化した『Pouic-Pouic（プイック・プイック）』でJacqueline Maillanと共演し、再び主役に返り咲いた。ド・フュネスは1952年、この戯曲の初演に（映画版ではChristian Marinが演じた）ホテル経営主の役で参加していたが、作品は余り知られていなかった。最終的に、その舞台の不成功およびそれを監督がプロデューサーに映画化の話を持ちかけたときの反応の悪さにもかかわらず、この映画は多くの聴衆の人気を得て、ド・フュネスの第2のキャリアを築くきっかけとなり、以後その人気が衰える事はなかった。Oscarでは、Pouic-Pouicと同様に、落ち着いているが時には怒りっぽく、子供達と不和を抱える父親役を演じ、コンメディア・デッラルテの定番役パンタローネのような役を作り上げた。このように彼はその怒りっぽく、威圧的で、しかめっつらで、「1950年代の過度な雑音を消し去った」役どころを作り上げていった。

### 人気の確立
ド・フュネスが家族歴と家庭内の偶然によりしつこい守銭奴となった男を演じた『Pouic-Pouic（プイック・プイック）』は、同じく音楽家の出身であり、後に『Faites sauter la banque !（銀行を爆破せよ！）』 (1964), 『ルイ・ド・フュネスのサントロペシリーズ Gendarme（憲兵シリーズ）』（1964年から1982年までの6本), 『Les Grandes Vacances（大ヴァカンス）』 (1967), 『Jo（ジョー）』 (1971), 『L'Avare（守銭奴）』 (1980) そして 『La Soupe aux choux（キャベツのスープ）』 (1981) 計12本の映画で共作するジャン・ジローとの最初の共同作業としても特筆される。ディレクター達がDarry CowlまたはFrancis Blancheを起用しようとしていたにもかかわらず、ジローはド・フュネスを『大混戦 Le Gendarme de Saint-Tropez（サントロペの憲兵）』の主役ルドウィック・クルショー役に抜擢した。この映画は大きな成功を収め、また初めて彼の主演映画で興行収入1位をもたらした。2ヶ月後、ド・フュネスは『ファントマ Fantomas』のジューヴ警視役でも成功を勝ち取った。ファントマとファンドールの一人二役を演じるジャン・マレーが主役のこの映画では、ド・フュネスは本来の役どころを改変し、主役との陰陽を成している（第2作、第3作では明確にド・フュネスが主役であり、マレーは脇役として扱われている）。人気が高まっていったこの時期、ジェラール・ウーリーの監督による『大追跡 Le Corniaud（馬鹿者）』でブールヴィルと共演する。1965年に公開されたこの映画はまたもや成功を収め、1200万人もの観客を得た。1966年、『パリ大混戦 Le Grand Restaurant（大レストラン）』ではレストランのディレクターを演じた。またオーケストラの横暴な指揮者を演じた『大進撃 La Grande Vadrouille（大ブラブラ歩き）』では再びウーリー監督によるブールヴィルとの共演を果たす。この映画は観客動員1700万人の巨大な成功を収め、フランス映画の興行記録の最高位を長く維持した。
人気を後押しするように、いくつかの映画は新しくタイトルを付け替えられた。例えば元は「Un grand seigneur（大主人）」という題の映画は『Les Bons Vivants de Gilles Grangier（ジル・グランディエの楽天家たち）』(1965) となり、「Les râleurs font leur beurre（文句屋はバターを作る）」は『Certains l'aiment froide de Jean Bastia（ジャン・バスティアの冷酷さを好む人たち）』 (1959) となり、「Le garde-champêtre mène l'enquête（田園監視員は調査を進める）」は『Dans l'eau qui fait des bulles de Maurice Delbez（モーリス・デルベのあぶくの浮かぶ水の中で）』(1961) となった。
ジェラール・ウーリーの『大乱戦 La Folie des grandeurs （誇大妄想）』はド・フュネスとブールヴィルの再会として注目されるが、後者の死によりこの撮影計画は中止となった。シモーヌ・シニョレは夫のイヴ・モンタンに新たなコンビの可能性を見出し、彼をウーリーに推薦した。

「私はブールヴィルにスガナレル（モリエールの喜劇に基づく、「誤りを悟らせる」筋書きの喜劇）の召使役を構想していた。モンタンにはスカパンのほうが適役だ」
ジェラール・ウーリー

撮影はシナリオを微修正したのちに開始され、この映画は1971年の興行収入で5,500万人以上を得る成功を収めた。

### 舞台への回帰
1971年の終わりからパレ・ロワイヤル劇場で『Oscar（オスカー）』を息子オリヴィエと一緒にほぼ毎晩演じ、それは夏休みの休演を除いて1972年9月まで続いた（「オスカー」の公演は400回以上にものぼる。）1973年3月から彼は10月18日より封切りされた映画『ニューヨーク←→パリ大冒険 Les Aventures de Rabbi Jacob （ラビ・ヤコブの冒険）』に非常に打ち込み、ハシディズムの有名なバレエ団と踊ることに了承もした。これは700万人の観客を得て大成功した。それから彼はコメディ・デ・シャンゼリゼの舞台を初めて踏んだが、それは彼にとって最後の舞台の仕事となった。1974年4月25日まで、ジャン・アヌイルの「闘牛士たちのワルツ La Valse des toréadors」の約200回に及ぶ公演を行った。

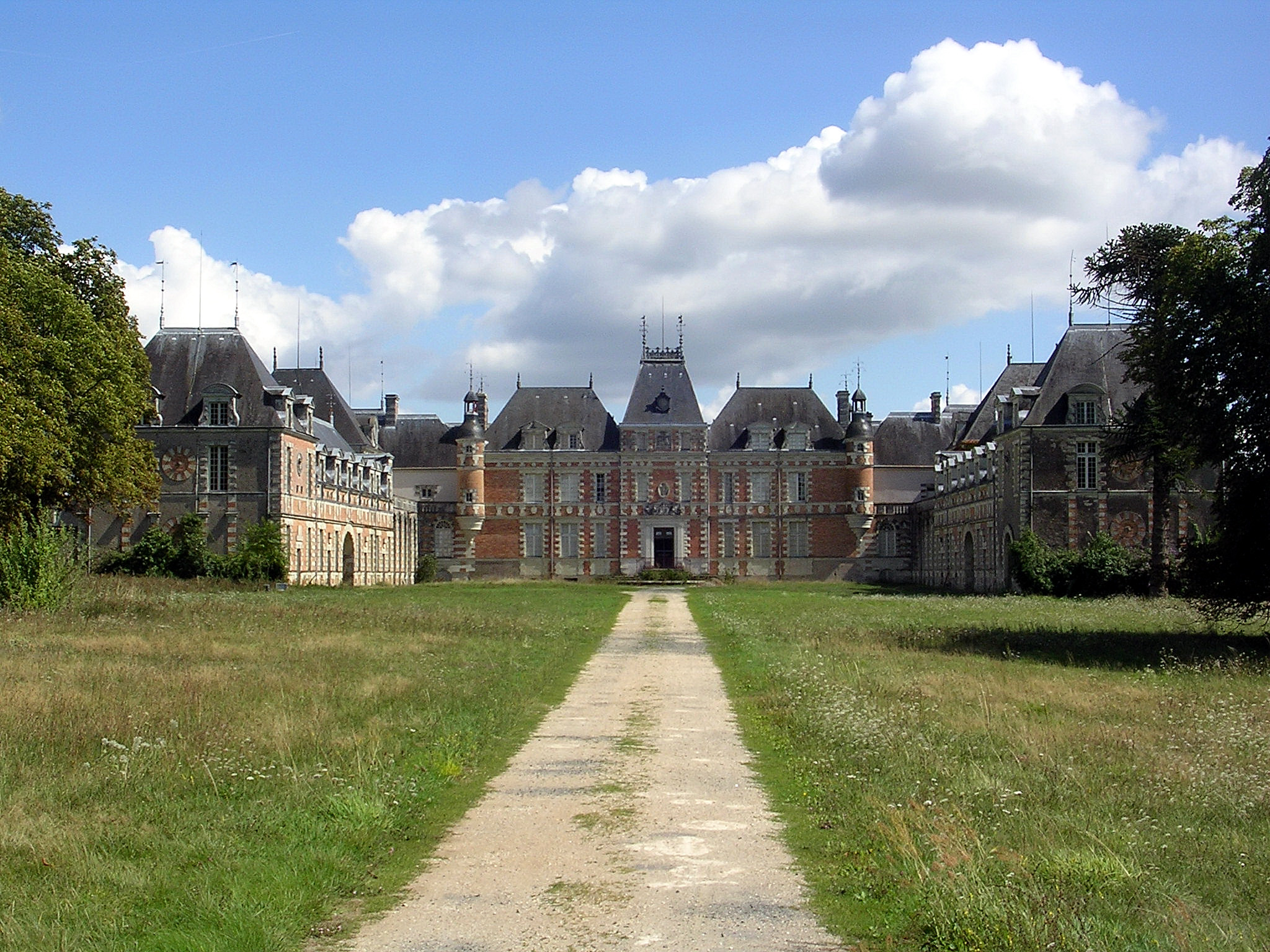
1967年よりド・フュネス夫妻が住んだクレルモン城.

この時期より、彼はロワール＝アトランティック県の自治体ル・セリエにあるクレルモン城を所有し、休暇の度に夫婦で棲むようになった。というのも、彼の妻ジャンヌ・ド・フュネスの父方の伯母シャルル・ノー＝ド・モーパッサンは跡継ぎがなく、その所有していた城の半分を1963年に相続したためである。共同相続人との交渉の結果、夫婦は1967年に6年間使用されていなかった城を手に入れた。彼は庭仕事に熱中し、ジェラール・ウーリー監督の次の映画『Le Crocodile （クロコダイル）』の非常にハードな撮影の合間に余暇をこの城で楽しんだ。1975年5月にクランクイン予定だったこの映画では、ド・フュネスは南米の独裁者で「小柄で貪欲、攻撃的、臆病で、金や妻と子供に弱い大佐」役を演じ、レジーヌ・クレスパン、アルド・マッチョーネ、シャルル・ジェラールと共演するはずだった。
クレルモン城はド・フュネスの生誕百周年に当たる2014年より、ルイ・ド・フュネス博物館となっている。（後述）

### 健康状態の悪化
1975年3月21日、ド・フュネスは「闘牛者たちのワルツ」を舞台で演じていた時、腕に痛みを感じた。周囲の人々は彼の動脈に不安を感じていた。3月30日、その数日前からの胸の痛みを訴えていたド・フュネスは、ネッカー病院に入院した。医師たちは心筋梗塞との診断を下した。そのため、すでに撮影がかなり進んでいた『Le Crocodile （クロコダイル）』の製作は中断された · 。さらに2度目の心筋梗塞が彼を襲い、2ヶ月間の入院を余儀なくされた。アルコールやカフェインは厳禁とされ、流動食を摂取せざるを得なくなった彼は、映画『L'Aile ou la Cuisse（手羽先かモモ肉か）』以降痩せていった。仕事量を減らさざるを得なくなった彼は、演劇の仕事から引退した。撮り直しを恐れた映画会社によって、映画の仕事も減っていった。製作者クリスチャン・フェシュネは2週間のみの撮影を彼に許可したが、保険をかけられたのはそのうちごくわずかのシーンのみだったルイ・ド・フュネスの劇的な復帰後、クリスチャン・フェシュネはピエール・リシャールの脚本とともに、主人公の息子ジェラール役について、ある俳優の起用を提案した。ド・フュネスはシナリオを読んでその提案を承諾した。彼はシナリオについてド・フュネスが納得しなかったところについて徹底的に話し合った。。その息子役の俳優こそコリューシュで、ド・フュネスと主役を分かち合ったのである。映画が1976年10月27日に封切りされると、600万人ものフランスの観客たちがド・フュネスの復帰を迎えた。

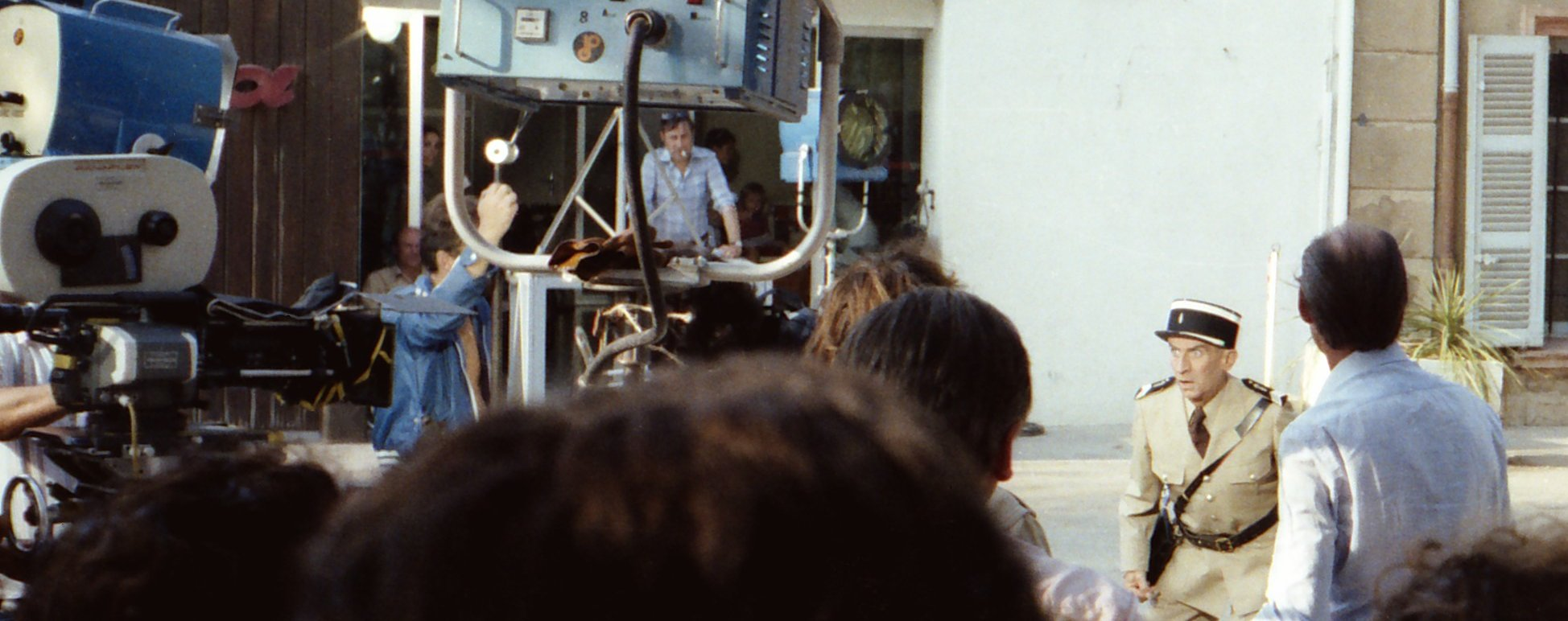
『ルイ・ド・フュネス/サントロペ大混戦』を撮影中のルイ・ド・フュネス（1978年）

ド・フュネスは『La Zizanie（毒麦）』（1978年）や『ルイ・ド・フュネスのサントロペ大混戦 Le Gendarme et les Extra-terrestres（憲兵と宇宙人たち）』（1979年）で撮影に復帰したが、その仕事のリズムは初期の頃に比べるとずっとゆっくりとしたものであった。彼はこのような仕事について懸念し、次のように語っていた。

「私はもうドタバタ劇はやりたくない。私はドタバタ劇の怒り役の役者としてこれまで通してきたが、今後はもうそのようなやり方の喜劇には興味がなくなった」
ルイ・ド・フュネス

撮影現場には常に医者と救急隊員が待機していた。
1980年、ド・フュネスは長年の夢であったモリエールの古典劇『守銭奴 L’Avare』を演じ、自ら監督を務めた。しかしそれはささやかな成功にとどまった。実のところ1964年にはすでに彼は33回転レコードにこの古典劇の朗読を吹き込んでいた。しかしながら同じ1980年、彼はそれまでのキャリアによってセザール賞を受賞し、ジェリー・ルイスによってその賞を手渡された。そののち、息子の一人に勧められて読んだルネ・ファイエの小説「キャベツのスープ」は、彼に「良い映画」を作らせる気力を沸かせた。ジャン・カルメ、ジャック・ヴィルレとの共演によるこの映画『La Soupe aux choux（キャベツのスープ）』 (1981)は、3,093,319人の興行収入を得て成功した。

### 死去
『ルイ・ド・フュネスの大奪還 Le Gendarme et les Gendarmettes （憲兵と女憲兵達）』は彼の遺作映画となった。1982年12月、彼は家族と数日間山へ出かけた。しかし高い高度によって彼は疲れを訴え、セリエへと引き返した。1983年1月27日の晩、ド・フュネスは疲れを訴えて床に入った。しかしその実態は新たな心筋梗塞であった。彼は救急車でナント大学病院に搬送されたが、20時30分に死去した。全てのメディアは第一報で彼の死去を報じた。

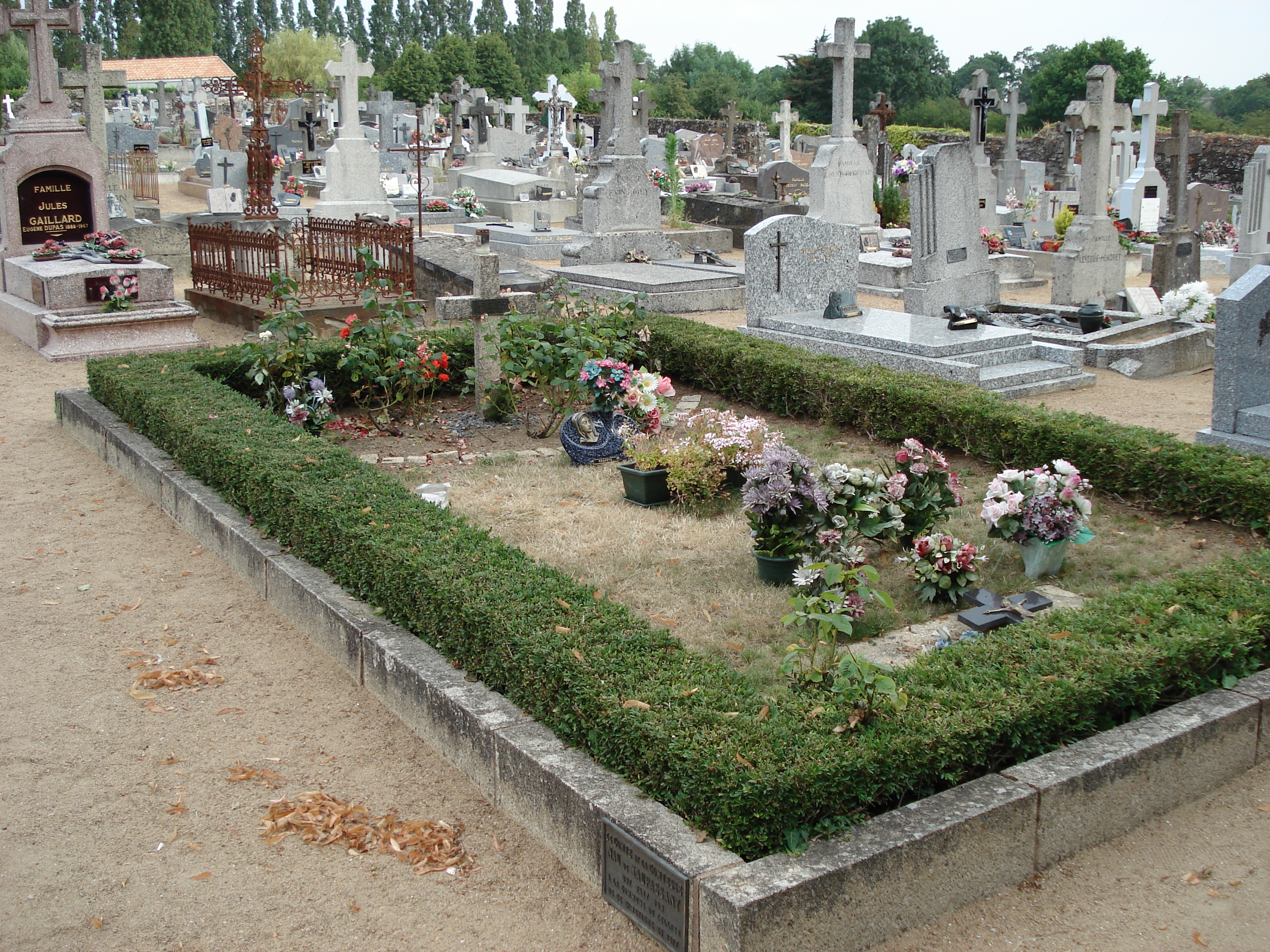
セリエにあるルイ・ド・フュネスの墓

近親者のみの密葬という告知にもかかわらず、セリエ村のサン・マルタン教会には3000人以上が詰め掛けた。その中にはジャン・カルメやミシェル・ガラブリュといったかつての共演者や、さらにジスカール・デスタン元大統領夫人のような要人も含まれていた。1983年1月29日、ド・フュネスはセリエの墓地に埋葬された。
ルイ・ド・フュネスは『Papy fait de la résistance （パピーは蜂起した）』の撮影計画に加わる予定であった。この映画は彼に捧げられた。彼は主役を演じる予定であったが、その死により、『憲兵』シリーズでの彼の良き同伴者であったミシェル・ガラブリュが代役を務めた。また彼に賛辞を捧げるため、ジャクリーヌ・マイヤン、ジャック・ヴィルレ、ジャン＝クロード・ブリアリ、ジャン・カルメ、ジャック・フランソワ、ジュリアン・ギアマールなどがその映画に出演した。

## ユーモアの原動力
「フランス映画の3本目のナイフの王」として知られ、500本の映画に出演しそのうち12本でルイ・ド・フュネスと共演した喜劇俳優ドミニク・ザルディによると、ド・フュネスはそのデビュー当時から非常に完璧主義者であったという。「そのため、多くの人は彼を役者泥棒と呼んだ。彼がスクリーンに出てきたらもうおしまいだ。人々は彼しか見なくなるから。」彼の人気はフランス映画の興隆と共にあった。ある人々は彼を「フランス喜劇のナンバーワンによる複雑な喜劇」と呼んだたとえ『L’Avare（守銭奴）』のように、彼が共演者たちに必ずしも満足していなかったとしても。ピエール・ブテイエがフランス・アンテルのラジオ番組で次のように語っている。「人々はド・フュネス『主演の』映画を見に行ったのであり、ド・フュネス『が脇役にいる』映画を見に行ったのではない。」。
ド・フュネスの喜劇の主な特徴は、パントマイムとしかめ面にある。パントマイムは彼の本質であり、彼の言葉がそれを裏付けている。「例えばここに瓶があるとして、それを2つの手で表現する。瓶はそこにあり、我々はそれを見る。そのジェスチャーが終わるやいなや、瓶は直ちに浮かび上がるのだ。」彼はリハーサルの最中でも多くのジェスチャーや言葉を用いた。彼のジェスチャーはユーモアだけでなく、激しい感情表現、恐れや絶望のしぐさも特徴付けられる - それが本当のものかあるいはフェイクだったとしても。特に怒りの表現は、口角泡を立て、他の役者をひっぱたくなど大げさなものだった。彼の演じる役はしばしば、偽善者で、反感をそそる、意地悪で許しがたい人物像だった。彼はセンチメンタルな役を避けた。それゆえ、彼の演じたキスシーンは彼のすべてのキャリアの中で3回しかない。すなわち、アンリ・ドコワン監督の『上級生の寝室 le Dortoir des grandes』で女優リーヌ・ノロと · 、2回目は『Comme un cheveu sur la soupe（スープに浮かぶ髪の毛のように）』のラストシーンでノエル・アダムと、そして最後は『La Zizanie（毒麦）』のなかでアニー・ジラルドとの軽いキスである。
彼の低い身長（1.64メートル）は、パートナーたちと好対照をなした。ブールヴィルはフランス人の平均である1.70mであり、イヴ・モンタンは1.85mであった。これらは喜劇の人物像に凹凸コンビというさらなる特徴を付け加えた。

### 扮装
決して多くはないものの、時に行きすぎなほどの彼の映画の中での扮装は、その役の人物像を喜劇的に高めた『パリ大混戦 Le Grand Restaurant（大レストラン）』でのかつらをかぶった詩人、『大混戦 Le Gendarme de Saint-Tropez（サントロペの憲兵）』（1964年）でのヴェールを被った夫人、将軍、そしてティエリー・ラ・フロンド（1963年のフランスのテレビドラマ）のパロディ、『ニューヨーク大混戦 Le Gendarme à New York （憲兵ニューヨークへ）』での（黄色く顔を塗った）中国人とアメリカ警察、『ルイ・ド・フュネスの窓際一発大逆転 Le Gendarme en balade （憲兵の遠足）』でのサーファー、藪（をまとった迷彩風の格好）、ヒッピー、『ルイ・ド・フュネス/サントロペ大混戦 Le Gendarme et extra-terrastres （憲兵と宇宙人たち）』でのシスター、『ルイ・ド・フュネスの大奪還 Le Gendarme et les Gendarmettes （憲兵と女憲兵たち）』での女憲兵、『ファントマ/電光石火 Fantômas se déchaîne （ファントマ荒れ狂う）』での海賊、司教、イタリア軍の大佐、『ファントマ/ミサイル作戦 Fantômas contre Scotland Yard （ファントマ対スコットランドヤード）』でのキルトを履いたスコットランド人と幽霊、『Les Grandes Vacances（大ヴァカンス）』 でのベルギー人サーファー。『大沈没 Le Petit Baigneur（小さな水浴び人）』でのカヤックプレーヤー、忘れがたい『Hibernatus（冬眠者）』でのベル・エポックのコスチューム、『大追跡 Le Corniaud（馬鹿者）』での機械工、『大進撃 La Grande Vadrouille（大ブラブラ歩き）』での大きすぎるヘルメットをかぶったドイツ兵、『大乱戦 La Folie des grandeurs （誇大妄想）』での宮廷夫人、『ニューヨーク←→パリ大冒険 Les Aventures de Rabbi Jacob （ラビ・ヤコブの冒険）』でのユダヤ教超正統派のラビ、『L'Aile ou la Cuisse（手羽先かモモ肉か）』での老女、アメリカ人、運転手、『守銭奴 L’Avare』で孔雀の格好をする主役アルパゴン、しかしまず最初に『憲兵』シリーズの憲兵役の扮装がまず思い出されるであろう。

### 主な共演者たち
ド・フュネスはその喜劇の才能によって、多くの共演者とのデュオを演じた。中でもド・フュネスが「私の雌鹿」と呼び、『ルイ・ド・フュネスのサントロペシリーズ』（憲兵シリーズ）の第3作『ルイ・ド・フュネスの大結婚 Le gendarme se marie （憲兵結婚す）』以降で主役クルショーのヒロインを務めたクロード・ジェンサックは、シリーズ以外の多くの映画でもド・フュネスの夫人役を演じ、多くのフランス人は彼女をド・フュネスの本当の妻と思い込んでいた。彼女はド・フュネスと約30年間で11本もの映画で共演した。彼らは1952年、ド・フュネスが『La Puce à l'oreille（耳の中の蚤）』で共演したピエール・モンディの婚約者だった頃に知り合った。彼らの映画での最初の実質的な出会いの時（舞台『格式張らずに Sans cérémonie』での対面の1ヶ月後の1952年の末『La Vie d'un honnête homme（正直者の生涯）』の中での家政夫婦として）、彼女はセミヌードを披露し、ミシェル・シモンにその体を撫で回された。
ド・フュネスはまたミシェル・ガラブリュとも多く共演し、特に『憲兵』シリーズでの上司役で知られ、滑稽な引き立て役を演じた。イヴ・モンタンとの共演では、特に印象的である『大乱戦 La Folie des grandeurs （誇大妄想）』の複数のシーンでの韻を踏んだ「耳掃除の」セリフがすぐに思い起こされるであろう ·  · 。『L'Aile ou la Cuisse（手羽先かモモ肉か）』でのコリューシュとの共演も注目される。しかしもっとも特筆される共演者は、『大追跡 Le Corniaud（雑種犬/馬鹿者）』と『大進撃 La Grande Vadrouille（大ブラブラ歩き）』でのブールヴィルであろう。
彼はまた息子のオリヴィエ・ド・フュネスとも、『Les Grandes Vacances（大ヴァカンス）』、『L'Homme orchestre（オーケストラの男）』、『パリ大混戦 Le Grand Restaurant（大レストラン）』、『Sur un arbre perché（木の枝の上で）』、『ファントマ/電光石火 Fantômas se déchaîne （ファントマ荒れ狂う）』、『Hibernatus（冬眠者）』で共演した。他にド・フュネスと複数回共演した俳優は、ベルナール・ブリエ（『Les Hussards（軽騎兵）』、『Jo（ジョー）』、『パリ大混戦 Le Grand Restaurant（大レストラン）』）、ジャン・ギャバン（『刺青の男 Le Tatoué』、『パリ横断 La Traversée de Paris』、『エプソムの紳士 Le Gentleman d’Epsom』）、ジャン・マレー（『キャプテン・フラカスの華麗な冒険 Le capitaine Fracasse』、『ファントマ』シリーズ）、モーリス・リッシュ（ 『Les Grandes Vacances（大ヴァカンス）』、『パリ大混戦 Le Grand Restaurant（大レストラン）』、『La Zizanie（毒麦）』および『憲兵』シリーズの幾つかの作品）、ミシェル・シモン『La Vie d'un honnête homme（正直者の生涯）』など。またフェルナンデルとは、映画では『Le Mouton à cinq pattes（5本脚の羊）』、『Mam'zelle Nitouche（触るな嬢）』『Boniface somnambule（夢遊病者ボニファス）』、およびジョルジュ・クルトリーヌの戯曲『Un client sérieux（まじめな客）』の朗読レコードで共演した。またギイ・グロッソとミシェル・モドのコンビ（フランス語でグロッソ・モドgrosso modoは「大雑把」を意味するイタリア語からの借用語である）は、『ルイ・ド・フュネスのサントロペシリーズ』（憲兵シリーズ）、『パリ大混戦 Le Grand Restaurant（大レストラン）』をはじめ、『大追跡 Le Corniaud（馬鹿者）』、『大進撃 La Grande Vadrouille（大ブラブラ歩き）』、『L’Avare（守銭奴）』などで二人はド・フュネスの脇役を務めた。
イタリア映画では特にトトと共演している。二人は常に友人だった。ド・フュネスはトトの『L'oro di Napoli （ナポリの黄金）』のフランス語吹き替えを務め、9年後に『I tartassati （重課税者たち）』『Totò, Eva e il pennello proibito （トト、エヴァと禁断の筆）の2作で共演した。後者のフランス語題名はToto à Madrid （マドリッドのトト）、英語版、ロシア語版、ブルガリア語版もこの題名に準ずる。フランスの映画配給会社はド・フュネスの人気にあやかってポスターの主役をド・フュネスに、トトを準主役（ポスターで小さく表示することを意味する）に仕立て、また題名も『Un coup fumant （タバコの一服）』に変えようとしたが、トトに敬意を表するド・フュネスの反対にあって公開が中止され、2005年にDVDが発売されるまでフランスでは公開されなかった。
俳優以外では、ルイ・ド・フュネスは常連の監督や脚本家と共同作業をした。ジャン・ジローは彼に自由な演技を任せた。2人は12本の映画に携わっている。『Pouic-Pouic（プイック・プイック）』、『Faites sauter la banque !（銀行を爆破せよ！）』、『憲兵』シリーズ全6作、『Jo（ジョー）』、『守銭奴 L’Avare』、『La Soupe aux choux（キャベツのスープ）』である。『L’Avare（守銭奴）』に至っては、ド・フュネスとジローは共同監督をも務めた。『L’Avare（守銭奴）』と『La Soupe aux choux（キャベツのスープ）』は、ジャック・ヴィルフリの脚本による。ジェラール・ウーリーとも『大追跡 Le Corniaud（馬鹿者）』、『大進撃 La Grande Vadrouille（大ブラブラ歩き）』、『大乱戦 La Folie des grandeurs （誇大妄想）』、『ニューヨーク←→パリ大冒険 Les Aventures de Rabbi Jacob （ラビ・ヤコブの冒険）』の4本の映画で共作し、それぞれ大成功を得た。本来5本目の映画として『Le Crocodile（クロコダイル）』が加わるはずだったが、ド・フュネスの2度にわたる心筋梗塞によって計画は破棄された。ジャン・アランはド・フュネスとの仕事で幾つもの脚本を書いて、彼をスターとして成功させた。『ファントマ』三部作、『パリ大混戦 Le Grand Restaurant（大レストラン）』、『Oscar（オスカー）』、『Hibernatus（冬眠者）』、『L'Homme orchestre（オーケストラの男）』、『Sur un arbre perché（木の枝の上で）』、『守銭奴 L’Avare』である。ド・フュネスはまた『Les dents longues（長い歯）』、『エプソムの紳士 Le Gentleman d'Epsom』、『Des pissenlits par la racine （タンポポの根）』、『Une souris chez les hommes （人々の中の微笑み）』、『Les Bons Vivants （享楽家たち）』で共演したミシェル・オーディアールについても語っている。

### 音楽と芸術の天分
コレット・ブロッセによれば、ルイ・ド・フュネスは音楽と舞踊を肌の内に持っていたという。彼の振り付けへの適応力は驚くべきものであった。『Ah ! les belles bacchantes（ああ！美しいバッカス）』、『パリ大混戦 Le Grand Restaurant（大レストラン）』、『L'Homme orchestre（オーケストラの男）』、『ニューヨーク←→パリ大冒険 Les Aventures de Rabbi Jacob （ラビ・ヤコブの冒険）』で彼の素晴らしい踊りを見ることができる。完璧主義者であった彼は、ハシディズムのダンスについてもこう語っている。

「ユダヤ人ダンサーたちと同じくらい完璧に踊らないといけない。喜劇の効果は下手くそな踊りでは生み出されず、むしろその反対だ！」
ルイ・ド・フュネス

さらにまた彼のピアニストの才能も幾つかの映画の中で見ることができる。モーリス・レガメイの『Comme un cheveu sur la soupe （スープに浮かぶ髪の毛のように）』、ピエール・モンタゼルの『Je n’aime que toi （君しか愛さない）』、アウグスト・ジェニーナの『サラサラと鳴る Frou-Frou』、そしてまたジャン・ルビニャックの『Ah ! les belles bacchantes（ああ！美しいバッカス）』（フランシス・ブランシュの歌と共演）である。激しい仕事人であった彼は、プロの芸術家に敬意を表して、余暇にピアノを弾くことはむしろ避けていた。

## 記録・受賞歴
ルイ・ド・フュネスはフランスの俳優の中でもっとも多い興行収入を獲得した。1947年から1982年までに2億7300万人もの観客を得た。
1964年から1979年の間、彼の8本の映画がフランスの興行収入で1位になっている。（1964, 1965, 1966, 1967, 1968, 1970, 1973、1979年）。
特に次の年には成功を収めた。
- 1964年、『大混戦 Le Gendarme de Saint-Tropez （サントロペの憲兵）』が1位、『ファントマ/危機脱出 Fantômas』が4位を得た。
- 1965年、『大追跡 Le Corniaud（馬鹿者）』が1位、『ニューヨーク大混戦 Le Gendarme à New York （憲兵ニューヨークへ）』が第4位、『ファントマ/電光石火 Fantômas se déchaîne （ファントマ荒れ狂う）』が6位を得た。
- 1966年、『大進撃 La Grande Vadrouille（大ブラブラ歩き）』が1位、『パリ大混戦 Le Grand Restaurant（大レストラン）』が8位を得た。
- 1967年、『グランド・ヴァカンス Les Grandes Vacances』が1位、『Oscar（オスカー）』が2位、『ファントマ/ミサイル作戦 Fantômas contre Scotland Yard （ファントマ対スコットランドヤード）』が5位を得た。
- 1968年、『ルイ・ド・フュネスの大結婚 Le gendarme se marie （憲兵結婚す）』が1位、『大沈没 Le Petit Baigneur（小さな水浴び人）』が3位、『刺青の男 Le Tatoué』が8位を得た。

2015年現在、『大進撃 La Grande Vadrouille（大ブラブラ歩き）』はフランスにおけるフランス映画の興行収入歴代第3位、外国映画を含めると第5位である。『タイタニック』（1998年）、『Bienvenue chez les Ch'tis (2008)』、『Intouchables (2011) 』、『白雪姫』（1938年）に次ぐ。

### 国際的な影響
フランス以外の国でも、ルイ・ド・フュネスの映画はヨーロッパの様々な国で知名度を得ている。イタリア、イギリス、ドイツ、またソビエト連邦と東ヨーロッパ諸国も含まれる。特にチェコ共和国では俳優フランティシェック・フィリポフスキンによって吹き替えられ、ド・フュネス自身も彼を最良の吹き替えと認めており、チェコ本国ではその吹き替え版をオリジナル版よりも好むファンも多い。2015年現在でも『ルイ・ド・フュネスのサントロペシリーズ』（憲兵シリーズ）はチェコでは知名度を保っている。
ヨーロッパでの成功にもかかわらず、アメリカ合衆国ではド・フュネスは1973年から1974年ごろまでは知られていなかった。『ニューヨーク←→パリ大冒険 Les Aventures de Rabbi Jacob （ラビ・ヤコブの冒険）』によって1975年にゴールデングローブ賞の最優秀外国映画賞にノミネートしているが受賞はしていない。
イタリアの映画評論家エドゥアルド・カローニは以下のように述べている。

ルイ・ド・フュネスは、ジェリー・ルイスやトトおよび多くの他の名のように、批評の分野では重要とはみなされていなかった（フランソワ・トリュフォーのカイエ・デュ・シネマでの批評を除いて）。このジャンルの喜劇は熟慮された真面目な俳優は生み出されないが、平土間席の観客からは大きな成功を得た。先入観なく評定の「科学」機関である大衆は、スケッチやアイデアの効果、つまり俳優の技量を瞬時につかむことを知っている。観衆はまた、テレビ視聴者やビデオソフト購入者としても、ある俳優を継続して支持する。よくこなれた喜劇は、瞬時に、そしてフィルターをかけずに受け取られるようでなければならない。笑うことはいわゆる「保守的な」まじめさについて熟慮されたものではないが、それを実際にするとなると容易ではない。ド・フュネスはそれを成功させ、またとてもうまくこなしている。
エドゥアルド・カローニ

### 栄誉
ルイ・ド・フュネスは、同時代の映画で共演した他の俳優やその他の芸術家たちと比べると、受賞歴は少ない。
1957年には、その活動歴で初めての受賞として、モーリス・レガメイ監督の『Comme un cheveu sur la soupe （スープに浮かぶ髪の毛のように）』で「笑いの大賞 le Grand Prix du rire」を受賞した。8年後の1965年10月、マリニー劇場での第20回「映画の夜」にて、『大混戦 Le Gendarme de Saint-Tropez（サントロペの憲兵）』でジーナ・ロッロブリジーダよりヴィクトワール・デュ・シネマ賞を受賞した。1967年、『Les Grandes Vacances（大ヴァカンス）』でクルトリーヌ賞を受賞した。1973年3月15日にはレジオン・ドヌール勲章シュヴァリエ章を受章した1980年にはそれまでのキャリアを称えてセザール賞名誉賞をジェリー・ルイスより受賞した。。1981年より2008年まで授与されたジャン・ギャバン賞は、ド・フュネスの先導によって設立された。没後、2005年3月に行われたテレビ局フランス2の番組によって、ルイ・ド・フュネスは「すべての歴史上の偉大なフランス人100人」の第17位に選ばれた。
また1967年12月7日には、シャルル・ドゴール大統領によってエリゼ宮の公式晩餐会に夫人や他の文化人とともに招待された · 。

### オマージュ

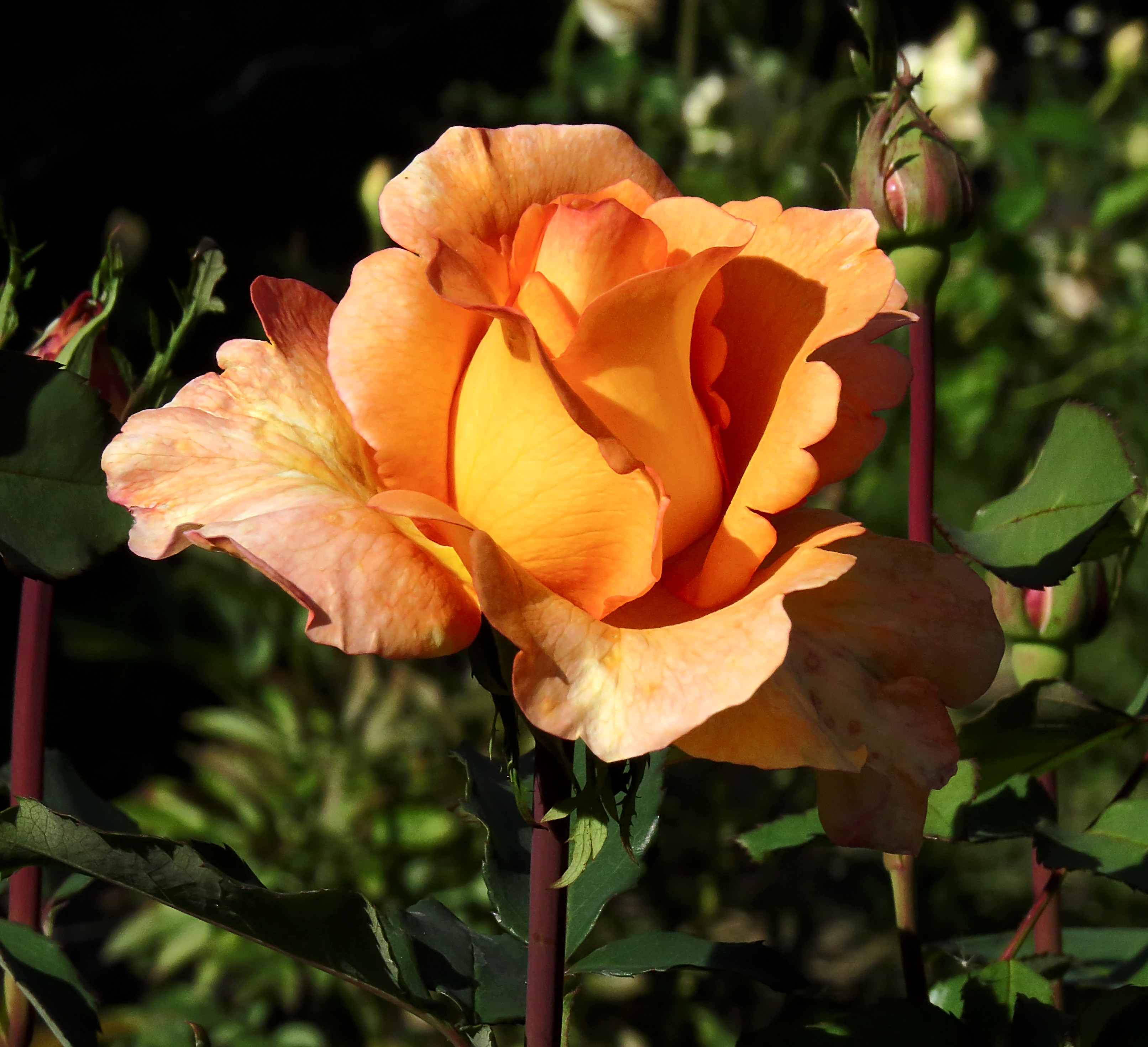
バラの園芸品種ルイ・ド・フュネス（ルイドゥフューネ）

園芸会社メイアン社によって、死去の翌年の1984年、彼の名を賛してルイ・ド・フュネスと名付けられたオレンジ色のバラが開発された。1987年に園芸品種名として認定され、ジュネーヴとモンザの品評会で金賞を得た。（日本での流通名はルイドゥフューネまたはルイ・ド・フューネと表記される）立生種のハイブリッド・ティーと、ツルバラ（ルイ・ド・フュネス・グランパン）の2種がある。八重咲きで四季咲き、花びらの数は20枚である。色はいわゆるオレンジ色だが公式には「カプチーノ色」と表現される。
フランス郵便局は1998年にフランスの映画俳優シリーズの一環として彼の肖像の切手を発行した。
ベルギーの漫画ラッキー・ルークには、ルイ・ド・フュネスに影響を受けたポーカー・ギュルシュというキャラクターが登場する。
書籍ではヴァレール・ノヴァリナによって執筆された「ルイ・ド・フュネスのために Pour Louis de Funès」という彼を称えるエッセイがアクト・シュド社より1986年に出版された。「彼は高く評価されていなかった。彼はあまりシックではなかった。しかし彼はとても偉大な劇場俳優だった。私はツァラトゥストラがかく語ったように、ルイ・ド・フュネスについて語った。」このルイ・ド・フュネスについての文章は多くのバージョンで舞台化され、中でも特筆されるのはアングレーム劇場でルノー・コジョの演出により1998年12月4日にドミニク・ピノンによって演じられたものである。
2000年代には、アレクサンドル・アスティエがテレビドラマ「カーメロット Kaamelott」を彼に捧げた。最終話では映画『Jo（ジョー）』のテーマ音楽「ディエス・イレ（怒りの日）」が、賛辞の文章が画面に出ている間に鳴った。
2013年には、テレビ番組雑誌「テレラマ Télérama」が、特別号で彼の特集を組んだ。
2014年、ルイ・ド・フュネスの生誕百周年を記念して、パリ8区の再開発地区の通りの一つが「ルイ・ド・フュネス小通り Allée Louis-de-Funès」と命名された。

#### ル・セリエ
2013年、ルイ・ド・フュネスが1967年より住んだロワール＝アトランティック県の自治体ル・セリエに、自治体及び県知事の後押しによって「ルイ（・ド・フュネス）博物館 Musée de Louis」が設立された。美術館は最初セリエの街中の一軒の小さな家屋に作られたが、翌年でド・フュネスの生誕百周年に当たる2014年、博物館はド・フュネスがかつて住んだクレルモン城の一角のオランジュリーに移設された。
しかしその後2016年にクレルモン城が売却されたことにより、間借り人であるルイ・ド・フュネス博物館は城のオランジュリーを使い続けることができなくなった。署名運動と寄付が呼びかけられたが目標額には叶わず、2016年10月30日にクレルモン城における博物館は閉鎖した。2017年には近郊都市のナント市内で期間展示が行われた。

#### サン＝ラファエル
ルイ博物館ウェブサイトによると、サントロペと同じヴァール県でカンヌとの中間にある海沿いの町サン＝ラファエルへ2019年に全ての展示物が移転し、町立「ド・フュネス博物館 Musée De Funès」として再オープンした。

#### サントロペの憲兵と映画の博物館
ルイ・ド・フュネスの代表作である『ルイ・ド・フュネスのサントロペシリーズ』（憲兵シリーズ）の舞台となったヴァール県サントロペの旧憲兵隊署の建物が改修し、2016年6月に「サントロペの憲兵と映画の博物館」としてオープンした。ルイ・ド・フュネスの憲兵服を着た銅像や、サントロペシリーズ関連の展示がある。

## 主な出演作品
日本におけるルイ・ド・フュネスの映画配給の日本語題は、『ファントマ』シリーズを除き、多くのタイトルがシリーズを無視した名付け方をされている。その多くは「大○○」と名付けられており、これは原題の幾つかがLe grand ... またはLa grande ... となっていることに起因するものもあるが、多くは原題とかけ離れている。結果として、他シリーズのタイトルが似ているので（例:『大混戦』と『パリ大混戦』は別のシリーズである）、どの映画がどのシリーズなのかわかりにくい節がある。そこで、本記事上では『日本公開されていれば、配給時の日本語題 / フランス語原題 / （フランス語からの直訳）』の順に書き、シリーズであれば注釈を入れる。
| 公開年 | 日本語題                            | 原題                                   | 原題の直訳                       | 監督                               | 主な共演者                                                       | 注釈                                      |
| ------ | ----------------------------------- | -------------------------------------- | -------------------------------- | ---------------------------------- | ---------------------------------------------------------------- | ----------------------------------------- |
| 1956年 | パリ横断                            | fr:La Traversée de Paris               | -                                | クロード・オータン＝ララ           | ジャン・ギャバン、ブールヴィル                                   | 白黒 TV5MONDE放映                         |
| 1958年 | -                                   | fr:Ni vu, ni connu                     | 見た事も聞いた事もない           | イヴ・ロベール                     |                                                                  | 白黒、初の主役映画                        |
| 1961年 | 悪い女                              | fr:Le crime ne paie pas                | 殺人は儲からない                 | ジェラール・ウーリー               |                                                                  | 白黒、短編集の中の一編での主役            |
| 1961年 | ミス・アメリカ パリを駆ける         | fr:La Belle Américaine                 | アメリカ美人                     | ロベール・デリー                   |                                                                  | 白黒                                      |
| 1962年 | エプソムの紳士                      | fr:Le Gentleman d’Epsom                | -                                | ジル・グランディエ                 | ジャン・ギャバン                                                 | 白黒                                      |
| 1963年 | -                                   | fr:Pouic-Pouic                         | プイック・プイック               | ジャン・ジロー                     |                                                                  | 白黒                                      |
| 1964年 | 大混戦                              | fr:Le Gendarme de Saint-Tropez         | サントロペの憲兵                 | ジャン・ジロー                     | ミシェル・ガラブリュ                                             | 憲兵シリーズ 1、一部白黒、興行収入年間1位 |
| 1964年 | ファントマ 危機脱出                 | fr:Fantômas                            | ファントマ                       | アンドレ・ユヌベル                 | ジャン・マレー                                                   | ファントマシリーズ 1                      |
| 1964年 | -                                   | fr:Faites sauter la banque !           | 銀行を爆破せよ！                 | ジャン・ジロー                     |                                                                  |                                           |
| 1965年 | ニューヨーク大混戦                  | fr:Le Gendarme à New York              | 憲兵ニューヨークへ               | ジャン・ジロー                     | ミシェル・ガラブリュ                                             | 憲兵シリーズ 2                            |
| 1965年 | 大追跡                              | fr:Le Corniaud                         | 馬鹿者                           | ジェラール・ウーリー               | ブールヴィル                                                     | 興行収入年間1位                           |
| 1965年 | ファントマ 電光石火                 | fr:Fantômas se déchaîne                | ファントマ荒れ狂う               | アンドレ・ユヌベル                 | ジャン・マレー                                                   | ファントマシリーズ 2                      |
| 1966年 | パリ大混戦                          | fr:Le Grand Restaurant                 | 大レストラン                     | ジェラール・ベスナール             | ベルナール・ブリエ、モーリス・リッシュ                           |                                           |
| 1966年 | グランド・ヴァカンス                | fr:Les Grandes Vacances                | -                                | ジャン・ジロー                     | オリヴィエ・ド・フュネス、モーリス・リッシュ                     | 興行収入年間1位                           |
| 1966年 | 大進撃                              | fr:La Grande Vadrouille                | 大ブラブラ歩き                   | ジェラール・ウーリー               | ブールヴィル                                                     | 興行収入史上1位（30年間保持）             |
| 1967年 | ファントマ ミサイル作戦             | fr:Fantômas contre Scotland Yard       | ファントマ対スコットランドヤード | アンドレ・ユヌベル                 | ジャン・マレー                                                   | ファントマシリーズ 3                      |
| 1967年 | オスカー                            | fr:Oscar                               | オスカー                         | エドゥアール・モリナロ             |                                                                  | TV5MONDE放映                              |
| 1968年 | ルイ・ド・フュネスの大結婚          | fr:Le gendarme se marie                | 憲兵結婚す                       | ジャン・ジロー                     | ミシェル・ガラブリュ、クロード・ジェンサック                     | 憲兵シリーズ 3、興行収入年間1位           |
| 1968年 | 大沈没                              | fr:Le Petit Baigneur                   | 小さな水浴び人                   | ロベール・デリー                   | ロベール・デリー、ミシェル・ガラブリュ                           |                                           |
| 1968年 | 刺青の男                            | fr:Le tatoué                           | -                                | ドニス・ド・ラ・パテリエール       | ジャン・ギャバン                                                 |                                           |
| 1969年 | 冷凍人間                            | fr:Hibernatus                          | 冬眠者                           | エドゥアール・モリナロ             | クロード・ジェンサック、ベルナール・アラーヌ                     | TV5MONDE放映                              |
| 1970年 | ルイ・ド・フュネスの窓際一発大逆転  | fr:Le Gendarme en balade               | 憲兵の遠足                       | ジャン・ジロー                     | ミシェル・ガラブリュ                                             | 憲兵シリーズ 4、興行収入年間1位           |
| 1970年 | オーケストラの男                    | fr:L'Homme orchestre (film, 1970)      | 男は組織する                     | セルジュ・コルベール               | オリヴィエ・ド・フュネス                                         |                                           |
| 1971年 | 大乱戦                              | fr:La Folie des grandeurs              | 誇大妄想                         | ジェラール・ウーリー               | イヴ・モンタン                                                   |                                           |
| 1971年 | -                                   | fr:Jo (film)                           | ジョー                           | ジャン・ジロー                     | クロード・ジェンサック、ミシェル・ガラブリュ、ベルナール・ブリエ |                                           |
| 1971年 | -                                   | fr:Sur un arbre perché                 | 木の枝の上で                     | セルジュ・コルベール               | オリヴィエ・ド・フュネス                                         |                                           |
| 1973年 | ニューヨーク←→パリ大冒険            | fr:Les Aventures de Rabbi Jacob        | ラビ・ヤコブの冒険               | ジェラール・ウーリー               | クロード・ジロー、レンツォ・ファンタニャーニ                     | 興行収入年間1位                           |
| 1976年 | 手羽先とモモ                        | fr:L'Aile ou la Cuisse                 |                                  | クロード・ジディ                   | コリューシュ                                                     | TV5MONDE放映                              |
| 1978年 | -                                   | fr:La Zizanie                          | 毒麦（不破の種）                 | クロード・ジディ                   | アニー・ジラルド                                                 |                                           |
| 1979年 | ルイ・ド・フュネス/サントロペ大混戦 | fr:Le Gendarme et les Extra-terrestres | 憲兵と宇宙人たち                 | ジャン・ジロー                     | ミシェル・ガラブリュ、モーリス・リッシュ                         | 憲兵シリーズ 5、興行収入年間1位           |
| 1980年 | 守銭奴                              | fr:L’Avare                             | -                                | ジャン・ジロー、ルイ・ド・フュネス | ミシェル・ガラブリュ、クロード・ジェンサック                     | シネクラブ上映                            |
| 1981年 | -                                   | fr:La Soupe aux choux                  | キャベツのスープ                 | ジャン・ジロー                     | ジャック・ヴィルレ、ジャン・カルメ                               |                                           |
| 1982年 | ルイ・ド・フュネスの大奪還          | fr:Le Gendarme et les Gendarmettes     | 憲兵と女憲兵たち                 | ジャン・ジロー、トニー・アボヤンツ | ミシェル・ガラブリュ、クロード・ジェンサック、モーリス・リッシュ | 憲兵シリーズ 6 （遺作）                   |

### シリーズ
- ルイ・ド・フュネスのサントロペシリーズ（憲兵シリーズ）
- ファントマシリーズ

### 図書
鉛筆印の図書は本稿（フランス語版 fr:Louis de Funès）の執筆の参考とされたものである。

#### 評伝
- Chazal, Robert [フランス語版] (1979). De Funès. Têtes d'affiche (フランス語). Paris: Édition PAC. ISBN 2-85336-101-2.

- Loubier, Jean-Marc [フランス語版] (1991). Louis de Funès, le berger des roses. Ramsay Cinéma. Paris: Ramsay. ISBN 2-85956-922-7.;réédition Ramsay, coll. « Ramsay poche cinéma » numéro 114, Paris, 1993, 273 p. ISBN 2-841140-03-2

- Jelot-Blanc, Jean-Jacques [フランス語版] (1993). Louis de Funès, une légende. Paris: Anne Carrière. ISBN 2-910188-07-8.

- Laffin, Christelle (2002). Louis de Funès, au nom de la rose (フランス語). Paris: Albin Michel. ISBN 2-226-13517-0.

- Bonnotte, Stéphane (2003). Louis de Funès:Jusqu'au bout du rire. Paris: Michel Lafon. ISBN 2-84098-908-5.;réédition Librairie générale française, coll. « le Livre de Poche » numéro 30,444, Paris, 2005, 254 p. ISBN 2-253-11497-9

- Leguèbe, Éric [フランス語版] (2003). Louis de Funès, roi du rire (フランス語). Paris: Dualpha éditions. ISBN 2-912476-36-4.

- Kernel, Brigitte [フランス語版] (2004). Louis de Funès. Paris: Éd. du Rocher. ISBN 2-268-05133-1.

- Aknin, Laurent (2005). Louis de Funès : Ne parlez pas trop de moi, les enfants !. Les petits illustrés. Paris: Nouveau Monde éditions. ISBN 2-84736-089-1.

- de Funès, Olivier [フランス語版]; de Funès, Patrick [フランス語版] (2005). Louis de Funès:« Ne parlez pas trop de moi, les enfants ! ». Collection Documents. Paris: Le Cherche Midi. ISBN 2-7491-0372-X.

- Dureau, Christian (2008). Louis de Funès, le génie du rire. Stars de l'écran (フランス語). Paris: Éditions Didier Carpentier. ISBN 2-8416-7586-6.

- Dicale, Bertrand [フランス語版] (10 June 2009). Référence:Louis de Funès, grimace et gloire. Paris: Grasset. ISBN 2246636612.

- Lemonier, Marc [フランス語版] (21 October 2010). L'Intégrale de Funès (フランス語). Paris: Hors collection. ISBN 2-258-08333-8.

- Jelot-Blanc, Jean-Jacques [フランス語版]; de Funès, Daniel (2011). Louis de Funès:L'Oscar du cinéma. Arts et Culture. Paris: Flammarion. ISBN 2081244462.

- Dicale, Bertrand [フランス語版] (2012). Louis de Funès, de A à Z (フランス語). Paris: Tana (Editis). ISBN 2845677855.

- Adriansen, Sophie [フランス語版] (2013). Louis de Funès, Regardez-moi là, vous ! (フランス語). Paris: Éditions Premium. ISBN 978-2-35636-118-9.

- Loubier, Jean-Marc [フランス語版] (2014). Louis de Funès. Petites et grandes vadrouilles. Paris: Robert Laffont. ISBN 2-221-11576-7.

#### 補足図書
- Djemaa, Pascal; Di Falco (2008). Louis de Funès:le sublime antihéros du cinéma. Temps mémoire (フランス語). Autres temps.

- Mongin, Olivier (2002). Éclats de rire:Variations sur le corps comique. Coul.Idees (フランス語). Seuil. ISBN 978-2020517003.

- Novarina, Valère (1986). Pour Louis de Funès (フランス語). Paris: Actes Sud. ISBN 2-86869-330-X.

- Oury, Gérard [フランス語版] (1989). Mémoires d'éléphant. Paris: Presses Pocket. ISBN 2-266-03063-9.

- Portis, Larry (2004). “L'État dans la tête et les pieds dans le plat. Hiérarchie et autorité dans les films de Louis de Funès”. L'Homme et la Société. doi:10.3917/lhs.154.0031. 2009年5月10日閲覧.

#### 映画作品についての図書
- Chapeau, Vincent (2004). Sur la route de la Grande Vadrouille:Les Coulisses du tournage (フランス語). Paris: Hors collection. ISBN 2-258-06383-3.

- Lancry, Pierre-Jean (2004). Pleins feux sur... La Grande Vadrouille. Pleins feux sur... (フランス語). Paris: Horizon illimité. ISBN 2847870938.

- Lemonier, Marc (2005). Sur la piste de Fantômas (フランス語). Paris: Édition Hors Collection/Gaumont. ISBN 2-258-06852-5.

- Sylvain Raggianti (2007). Le Gendarme de Saint-Tropez:Louis de Funès, histoire d'une saga (フランス語). Paris: Flammarion. ISBN 2081203278.

### ドキュメンタリー
- 2002:Philippe Azoulay, Louis de Funès:La Comédie humaine, Rosebud et Studio Canal, 83 minutes Narration:Jean-Pierre Marielle. Intervenants:Sabine Azéma, Colette Brosset, Danielle Darrieux, Denys de La Patellière, Christian Fechner, Michel Galabru, Daniel Gélin, Claude Gensac, Annie Girardot, Michel Modo, Édouard Molinaro, Gérard Oury, Claude Rich.

- 2003:Éric Delacour, Louis de Funès ou le Pouvoir de faire rire, Arte, France 5 et TV5 Monde, 51 minutesNarration:Gilles Verlant. Intervenants:Christian Fechner, Michel Galabru, Claude Gensac, Henri Guybet, Georges Lautner, Michel Modo, Pierre Mondy, Bernard Murat, Michel Pascal, Maurice Risch.

- 2004:Emmanuelle Daude, Légende:Louis de Funès, France 3, 52 minutes Narration:Philippe Labro. Intervenants Macha Béranger, Michel Modo, Pierre Mondy, Danièle Thompson.

- 2007:Serge Korber, De Funès intime, M6 Vidéo, 105 minutes Narration:Daniel Russo. Intervenants:Patrick de Funès, Jeanne de Funès, Daniel Gélin (images d'archives), Pierre Mondy, Benoît Duteurtre, Olivier de Funès, Colette Brosset (images d'archives et interview récent), Edouard de Funès (neveu de Louis), Daniel Russo, Laurent Gerra, Dominique de Funès (épouse d'Olivier), Julia de Funès-Coudry (fille d'Olivier), Mohamed Ben Moussa (cuisinier au Château de Clermont)

- 2007:Gilles Penso, On a tous grandi avec Louis de Funès, La Boîte 2 Prod et France Télévisions, 115 minutes Intervenants:Arthur, Didier Bénureau, Richard Berry, Clovis Cornillac, Vladimir Cosma, François-Xavier Demaison, Pascal Elbé, Pauline Ester, Julie Ferrier, Patrice Leconte, Pascal Légitimus, Kad Merad, Isabelle Nanty, Manu Payet, Dominique Pinon, Denis Podalydès, Smaïn.

- 2010:Jérôme Revon et Stéphane Gateau, Nous nous sommes tant aimés:Louis de Funès, France 3

- 2012:Serge Khalfon et Florence Troqueneau, Un jour, un destin:Louis de Funès, France 2

- 2013:Mathieu Allard, Il était une fois… Louis de Funès, TMC

- 2013:Gregory Monro et Catherine Benazeth, Monsieur de Funès, Tangaro, Arte, France Télévisions 82 minutes

- 2013:Stéphane Bonnotte, Louis De Funès, l'Irrésistible, diffusé sur le bouquet de chaînes cinéma Ciné+.

- 2014:Matthieu Allard, De Funès:100 ans de rire, D8